# Llinars de Móra
Llinars de Móra (en castellà i oficialment, Linares de Mora; en aragonés, Linars de Mora) és un municipi de l'Aragó, situat a la província de Terol i enquadrat a la comarca de Gúdar-Javalambre.